# Коккуио-Тревизаго
Коккуио-Тревизаго (итал. Cocquio-Trevisago) — коммуна в Италии, располагается в провинции Варесе области Ломбардия.
Население составляет 4598 человек (2008 г.), плотность населения составляет 511 чел./км². Занимает площадь 9 км². Почтовый индекс — 21034. Телефонный код — 0332.
В коммуне 2 февраля празднуется Сретение Господне (Cocquio), 15 августа празднуется Успение Пресвятой Богородицы (Caldana) . Покровителем коммуны почитается святой апостол Андрей, празднование 30 ноября (Sant’Andrea).

## Демография
Динамика населения:

## Администрация коммуны
- Официальный сайт: http://www.comune.cocquio-trevisago.va.it/